# 阿斯克 (吉伦特省)
阿斯克（法語：Asques，法語發音：[ask]）是法国吉伦特省的一个市镇，属于利布尔讷区

## 地理
阿斯克（44°57'6"N, 0°24'44"W）面积6.28 平方千米，位于法国新阿基坦大区吉倫特省，该省份为法国西南部沿海省份，是法國本土面积最大的省，北起滨海夏朗德省，西临大西洋，南至朗德省，东南接洛特-加龍省，东临多爾多涅省。
与阿斯克接壤的市镇（或旧市镇、城区）包括：圣罗曼拉维尔韦、圣卢贝斯。

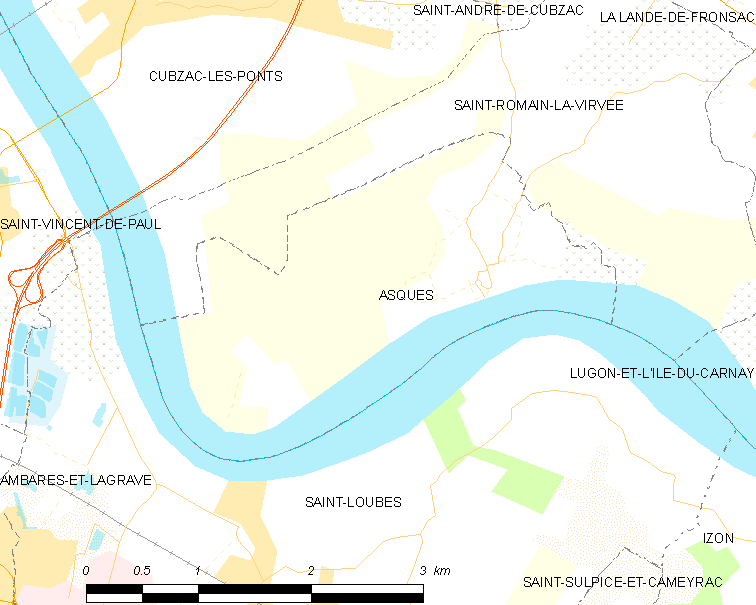
的OSM定位图

阿斯克的时区为UTC+01:00、UTC+02:00（夏令时）。

## 行政
阿斯克的邮政编码为33240，INSEE市镇编码为33016。

## 政治
阿斯克所属的省级选区为勒利布尔奈-弗龙萨代县。

## 人口

1962-2008年间人口变化图示

阿斯克于2022年1月1日时的人口数量为436人。